# لوكهيد أي كيو أم-60 كينغفيشر
لوكهيد أي كيو أم-60 كينغفيشر (أ-60 الرفراف، الأسم الأصل كان XQ) هي طائرة هدف من دون طيار مبنية على أساس طائرة أكس-7 الاختبارية والتي بنتها شركة لوكهيد. مصمم الطائرة هو كيلي جونسون الذي صمم عائلة طائرات بلاكبيرد مثل لوكهيد-12 و لوكهيد واي أف-12.
كان الطائرة قادرة على تفادي الغالبية العظمى من أنظمة الأسلحة التي استخدمت في التجارب رغم أن صمم النظام اساسا لتدمير الصواريخ التي تفوق سرعتها سرعة الصوت وهي في الجو. هذا خلق حرج كبير في القوات الجوية الأمريكية، مما أسفر عن تداعيات سياسية أدت في نهاية المطاف إلى وقف الإنتاج في عام 1959 و إلغاء المشروع تماما في منتصف 1960s.

## المواصفات
الخصائص العامة
- طول: 38 قدم 1 بوصة (11.6 م)
- باع الجناح: 9 قدم 10 بوصة (3 م)
- ارتفاع: 6 قدم 11 بوصة (2.1 م)
- الوزن الإجمالي: 7,937 رطل (3,600 كـغ)
- محركات: 1 × Marquardt XRJ43-MA محرك نفاث تضاغطي (Sustainer)
- محركات: 2 × Thiokol XM45 (5KS50000) صاروخ ذو وقود صلبs, 50,000 رطلق (222 كـن) thrust  الواحد for 5s (Boosters)

أداء
- السرعة القصوى: Mach 4.3
- مدى: 113 nmi؛ 130 ميل (210 كـم)
- سقف الخدمة: 98,000 قدم (30,000 م)

## وصلات خارجية
- [دليل الصواريخ والقذائف http://www.designation-systems.net/dusrm/m-60.html]